# تحت السيطرة (مسلسل)
تحت السيطرة هو مسلسل درامي مصري من إنتاج العدل جروب عام 2015م. يعد المسلسل ثاني عمل تلفزي للمخرج تامر محسن بعد مسلسل بدون ذكر أسماء، وأول تعاون له مع النجمة نيللي كريم، وأول ظهور لعدة وجوه جديدة على رأسهم الممثلة الشابة جميلة عوض.

## ملخص المسلسل
تدور أحداث المسلسل حول حياة مدمني المخدرات وأختلاف ردود أفعالهم تجاه المشكلات التي تواجههم. حيث يناقش نظرة المجتمع لمدمني المخدرات وكيف يمكن أن يؤثر تعامل المحيطين مع المدمن بشكل سلبي أو ايجابي، كما يبين طرق العلاج من الإدمان وأهمية الدعم النفسي والمعنوي للمدمن في طريق التعافي.

## نبذة عن المسلسل
تعود «مريم» (نيللي كريم) مع زوجها «حاتم» (ظافر العابدين) إلى مصر، بعد أن قضيا خمس سنوات في دبي. لم يكن «حاتم» يعلم شيء عن حياة «مريم» قبل تعرفه عليها وزواجه منها في دبي، وبعد عودته إلى مصر يبدأ في اكتشاف أسرار ماضي «مريم» التي لم تخبره بها قبل ارتباطهما خوفاً من ردة فعله تجاهها. كان «حاتم» يرغب في الإنجاب، لكن «مريم» كانت تصر على الرفض دون أن تبدي سبباً واضحاً لرفضها وخوفها من أن تصبح أماً، حتى يكتشف هو أنها كانت مدمنة مخدرات في السابق وأنها توقفت عن التعاطي قبل أن تقابله بفترة. لكنه لا يستطيع أن يغفر لها إخفائها أسرار كهذه عنه فيحدث ما كانت تخشاه «مريم» ويقرر «حاتم» الابتعاد عنها.
يحاول «شريف» (هاني عادل)، صديق «مريم» من الطفولة، أن يشرح لـ «حاتم» لماذا كانت «مريم» تخفي حقيقة إدمانها في السابق عنه، وأنها كانت تخشى أن تفقده ويبتعد عنها وأنها في حاجة شديدة لدعمه وتقبله لها حتى تستطيع أن تستمر في التعافي، وأنه لا يجب أن يتركها بمفردها أو لنفسها حتى لا تفكر في العودة لطريق المخدرات مرة أخرى و«تنتكس» مجدداً، خصوصاً أن كل ما يحيط بها منذ عودتها لمصر يذكرها بحياتها القديمة، لكن «حاتم» يصر على الابتعاد. 

تحاول «مايا» (سمر مرسي)، ابنة خالة «مريم»، أن تصلح أيضاً بين «مريم» و«حاتم» عن طريق مقابلتها لصديق «حاتم» المقرب «هشام» (هاني خليفة) لكي تستطيع أن تنقل أخبار «مريم» و«حاتم» لبعضهما البعض على أمل أن يقتربا مجدداً لكن دون جدوى.
يدير «شريف» مركز هاف واي لمساعدة المدمنين المتعافين حديثاً على أن يعودوا تدريجياً للحياة الاجتماعية والعاطفية الطبيعية ولكي يقدم الدعم لهم، وذلك بعد تجربته مع الإدمان مع صديقه «طارق» (أحمد وفيق) الذي كان سبباً رئيسياً في دخول صديقه «شريف» عالم الإدمان، وتزوج من أخته «سلمى» (إنجي أبو زيد) التي كانت تحبه منذ صغرها، وقد وافق «شريف» على زواجها من أجل أن يحصل على نصيب أكبر من الهيروين.
أيضاً كان «طارق» سبباً في دخول «مريم» عالم الإدمان، وكان يحبها بشدة، ولكنها لم تكن تكترث به، ثم كرهته بعد أن تسبب في موت حبيبها «رامي» بسبب جرعة زائدة عندما كان يحاول أن يجاري «مريم» فيما تفعله، فقررت أن تقلع عن الإدمان ونجحت في التعافي ثم سافرت إلى دبي. وبعد فترة، تعافى «شريف» و «طارق» أيضاً، ولكن بعد عودة «مريم» إلى مصر ومعرفة «طارق» بعودتها يستعيد ذكرياته ويستعيد حبه لها فيعود لدائرة الإدمان مجدداً ويعود لأصدقائه القدامى «إنجي» (رانيا شاهين) ومعتز (لؤي عمران) كي يحصل على نصيبه من المخدرات.
تعرف زوجته «سلمى» بعودته للإدمان فتواجهه وتخبر أخوها «شريف» الذي يحاول أن يساعد «طارق» في الإقلاع عن المخدرات، إلى أن تعرف «سلمى» بعودة «مريم» إلى مصر فتظن أن زوجها «طارق» على علاقة بها وتبدأ الأحداث في التصاعد.
من ناحية أخرى نجد «هانيا» (جميلة عوض) البنت المدللة التي تعيش في أسرة من الطبقة الثرية، والتي تتعرف على «علي» (محمد فراج) وتذهب معه في حفلات مع أصدقائه، فتراهم وهم يتعاطون الهيروين وتخبر «علي» بأنها تريد أن تجرب مثلهم ولكنه لا يوافق، فتسرق منه بعض «البودرة» وحين عودتها لبيتها تجربها. ثم تكتشف أمها (جيهان فاضل) بقايا البودرة فتحاول أن تمنعها من الخروج، وتحادث زوجها المشغول دائماً بالعمل ولكنه لا يستمع، فلا تجد أحد تعرفه يمكن أن يساعدها سوى «شريف» الذي كانت تعرفه من صغرهما.

## بطولة
- نيللي كريم في دور «مريم»
- ظافر العابدين في دور «حاتم»؛ زوج مريم
- محمد فراج في دور «علي»
- هاني عادل في دور «شريف»؛ صديق مريم
- أحمد وفيق في دور «طارق»
- إنجي أبو زيد في دور «سلمى»؛ أخت شريف وزوجة طارق
- جميلة عوض في دور «هانيا»
- جيهان فاضل في دور «شيرين»؛ أم هانيا
- هاني خليفة في دور «هشام»؛ صديق حاتم
- رانيا شاهين في دور «إنجي»
- سمر مرسي في دور «مايا»؛ ابنة خالة مريم
- لؤي عمران في دور «معتز»؛ زوج إنجي
- عبد الرحمن أبو زهرة في دور والد حاتم
- فتوح أحمد في دور خال علي
- مصطفى عبد السلام في دور «أنس»

## روابط خارجية
- http://www.elcinema.com/work/wk2034118/